# プリビオ
プリビオ（PRIVIO）は、ブラザー工業が製造し、ブラザー販売が販売するインクジェットプリンター（複合機）のブランドである。

## 概要
ブラザーでは2003年2月から「マイミーオ（MyMio）」のブランド名で家庭向けのインクジェットプリンターが発売されてきたが、インクジェットプリンター市場での知名度をさらに高め、第3の選択肢となることを目的に、家庭向けからビジネス向けまで幅広くラインナップする統一ブランドして2012年8月に立ち上げた。
前身の「マイミーオ」同様に、インクジェット複合機で展開し、ファクス機能付や、ブラザー製の特有でもあるコードレス子機を同梱したファクス・電話付もラインナップされている。

## 製品ラインナップ

### 2012年モデル
「プリビオ」としての初号モデル。従来の「マイミーオ」を引き継ぐ「プリビオ ベーシック」とA3プリントに対応した次世代モデル「プリビオ ネオ」の2ライン・17機種で発売された。

#### ネオシリーズ
プリントヘッドを35mmに大型化することで高速プリントが可能となり、また、独自技術により用紙の反りを抑制し、A4用紙の横向き出力を可能としたことで奥行290mmを実現している。また、手差しトレイを使うことで小型ボディながらA3プリント（縦向き出力）も可能にしている。
ディスプレイは2機種共に3.7型TFTで、指を横に滑らせるフリック操作にも対応したタッチパネルが搭載される。
DCP-J4210N
プリンター・スキャナー・コピー・ダイレクトプリント機能を備えたスタンダードモデル。上下2トーンデザインとなる。
MFC-J4510N
ファクス機能と連続20枚まで読み取り可能な開閉式のADF（自動原稿送り装置）を搭載したモデル。

#### ベーシックシリーズ
DCP-J540N
DCP-J740N
DCP-J940N(-W/-B)
J540N/J740NはJ525N/J725Nの後継モデルとなる。J540Nは複合機としての基本機能（プリント・スキャン・コピー）に特化したエントリーモデルで、1.9型STN液晶（タッチパネル付）と無線LANを搭載。J740Nは自動両面プリント機能と開閉式のADFを備え、メモリーカードスロットやUSBポートを搭載し、メモリーカードやUSBフラッシュメモリからのダイレクトプリントが可能となる。また、封筒や名刺などの特殊な用紙にも対応する手差しトレイも装備している。J940Nは手差しトレイを非搭載にする代わりにディスクレーベルプリント機能を備え、インターフェイスに有線LANを追加。ディスプレイは3.3型TFT液晶となる。カラーバリエーションはブラックに加えてホワイトもラインナップし、天板部分は専用サイトでダウンロードしたデコレーションシートを利用して着せ替えが可能である。
MFC-J840N
J825Nの後継モデルで、DCP-J940N-Bをベースにファクス機能を搭載したモデル。天板部分の着せ替えも可能。カラーはブラックのみ。
MFC-J710D / DW
MFC-J810DN / DWN
MFC-J860DN / DWN
MFC-J960DN(-W/-B) / DWN(-W/-B)
置台ごと着脱可能の受話器（とれちゃう受話器）を備え、コードレス子機を同梱したファクス・電話付モデル。J705D/J805DN/J855DN/J955DNの後継で、J810DNとJ860DNは「マイミーオ フリー」の後継モデルとなる。"D"又は"DN"は子機1台付、"DW"又は"DWN"は子機2台付となる（以降のファクス・電話付モデルでも同様の品番ルールとなる）。J710Dは手差しトレイを備え、1.9型STN液晶（タッチパネル付）を搭載したシンプルモデル。J810DNは手差しトレイが無くなる代わりに、ディスプレイが3.3型TFT液晶（タッチパネル付）となり、子機の充電台を兼ねる通信ボックスを同梱し、電話線を通信ボックスに接続することで受信したファクスデータを本体へ転送可能な無線ファクスと無線LANを備え、ファクス・プリント共にワイヤレス化を可能にするスタンダードモデル。J860DNはJ810DNをベースに自動両面プリントとディスクレーベルプリントを追加した多機能モデル。J960DNは無線ファクスが無い代わりに、有線LANと開閉式ADFを搭載し、J840N同様に天板部分の着せ替えも可能なフルスペックモデル。DCP-J940N同様に、カラーはホワイトとブラックの2色展開となる。

### 2013年モデル
8月に「プリビオ ネオ」1モデル・2機種、「プリビオ ベーシック」8モデル・15機種、「プリビオ シンプル」1機種の計10モデル・18機種を発表。その翌月にはビジネス向けモデル「プリビオ ワークス」シリーズ2機種と、次世代モデル「プリビオ ネオ」1機種が追加され、全21機種となった。
ワークスシリーズとネオシリーズのMFC-J4910CDWを除く全ての機種には、クラウド技術を活用することでパソコンを使用しなくても年賀状の作成が可能な「年賀状アプリ」を搭載し、MFC-J720D/DWを除く全ての機種には「お役立ちツール」も搭載されている。

#### ワークスシリーズ
MFC-J6570CDW
MFC-J6970CDW
新エンジンの搭載により、ボディの小型化とプリント速度の高速化を実現し、A4原稿を横向きに読み取ることでスキャンスピードを向上させる「A4高速スキャンモード」に対応したワークスシリーズとしての初号モデル。黒インクはビジネス用途での高頻度に考慮し、通常の約4倍の容量とした大容量インクに対応した。ディスプレイの大きさと給紙トレイの数が異なり、J6570CDWは2.7型TFT（タッチパネル付）を搭載し、給紙トレイは1段（250枚）、J6970CDWは3.7型TFT（タッチパネル付）を搭載し、2段（500枚）となる。また、J6970CDWはA3用紙までの両面原稿を一度に読み取る両面同時スキャンにも対応している。

#### ネオシリーズ
DCP-J4215N(-W/-B)
J4210Nの後継モデル。スマートフォンやタブレットのWi-Fi通信を使うことでルーターなしでも直接ワイヤレスプリントが可能な「Wi-Fi Direct」に対応。従来の2トーンからカラーリングが一新され、ホワイトとブラックの2色展開となった。
MFC-J4910CDW
追加モデルとして、給紙トレイを2段構造とし、400枚の大容量給紙を可能としたファクス機能付モデルを追加。下段トレイはA4⇔A3伸縮型とすることで、既存モデルでは手差し給紙のみだったA3用紙の連続プリントが可能となり、ADFでの両面同時スキャン（A4サイズまで対応）やはがき連続スキャン機能などビジネスユースに対応した機能を備えている。

#### ベーシックシリーズ
ベーシックシリーズに関しては、本モデルから本体デザインが刷新された。
DCP-J552N
DCP-J752N
DCP-J952N(-W/-B)
J540N/J740N/J940Nの後継モデル。3機種共にディスプレイは2.7型TFT（タッチパネル付）となった。J552NはJ540Nのエントリーからスタンダードの位置づけに替わり、手差しトレイが新たに搭載され、自動両面プリントが可能となり、メモリーカードスロットが搭載されたことでダイレクトプリントも可能となった。J752Nは本体カラーがホワイトとなった。
MFC-J870N
J840Nの後継モデルで、DCP-J952N-Bにファクス機能を搭載したモデル。ディスプレイは2.7型TFTとなった。
MFC-J720D / DW
MFC-J820DN / DWN
MFC-J890DN / DWN
MFC-J980DN(-W/-B) / DWN(-W/-B)
J710D/J810DN/J860DN/J960DNの後継モデル。コードレス子機が2.4GHz方式の無線LAN機器と干渉しないDECT 1.9GHz方式を採用。J720Dはディスプレイが1.8型TFT（タッチパネル付）となり、メモリーカードスロットとUSBポートを搭載したことでメモリーカードやUSBフラッシュメモリからのダイレクトプリントが可能となった。J820DN/J890DN/J980DNはディスプレイが2.7型TFT（タッチパネル付）となり、無線ファクス搭載モデルのJ820DNとJ890DNは通信ボックスを電話線接続ボックスと充電器として分離したことでプリンター本体だけでなく子機の置き場所もフリー化。J820DNは手差しトレイを新たに搭載。J890DNは本体・子機・電話線接続ボックス全てブラックボディとなった。ハイスペックモデルのJ980DNはNFCを利用し、対応端末をプリンターにタッチするだけでプリントやスキャンが可能な「タッチdeプリント&スキャン」に対応し、「Wi-Fi Direct」にも対応した。

#### シンプルシリーズ
DCP-J152N
J540Nの性能を引き継ぎ、新たにラインナップされたエントリーモデル。ディスプレイは1.8型TFTを搭載し、無線LANを搭載する。

### 2014年モデル
「プリビオ ネオ」シリーズ2モデル・3機種、「プリビオ ベーシック」シリーズ8モデル・13機種、「プリビオ シンプル」シリーズ1機種の計17機種を発表。なお、当初は2014年9月下旬から順次発売が予定されていたが、生産上の都合により、同年11月上旬発売となるMFC-J727D/DNを除く全てのモデルの発売時期が同年10月中旬に変更となり、一斉発売された。

#### ネオシリーズ
ネオシリーズでは、黒や暗部の色の再現性を強化することでコントラストを高め、色の再現領域を拡大した「技ありインク」が採用された。また、背面給紙はA3まで対応の手差しトレイに加え、A4用紙・はがき・封筒などの連続給紙が可能な多目的トレイも搭載され、大容量給紙も可能となった。
DCP-J4220N(-W/-B)
J4215Nの後継モデル。ディスプレイはベーシックシリーズと同じく2.7型TFT（タッチパネル付）に小型化されるものの、開閉式のADFが搭載された。
MFC-J4720N
J4510Nの後継モデル。「Wi-Fi Direct」に対応し、NFCの搭載により「タッチでプリント&スキャン」にも対応。ブラックボディとなった。

#### ベーシックシリーズ
DCP-J557N
DCP-J757N
DCP-J957N(-W/-B)
J552N/J752N/J952Nの後継モデル。3モデル共に「Wi-Fi Direct」に対応した。
MFC-J877N
J870Nの後継モデルで、DCP-J957N-Bにファクス機能を搭載したモデル。本モデルも「Wi-Fi Direct」に対応した。
MFC-J727D / DW
MFC-J827DN / DWN
MFC-J897DN / DWN
MFC-J987DN(-W/-B) / DWN(-W/-B)
J720D/J820DN/J890DN/J980DNの後継モデル。J897DNはNFCが搭載され「タッチでプリント&スキャン」に対応した。

#### シンプルシリーズ
DCP-J137N
J152Nの後継モデル。ディスプレイが1行液晶となった。

### 2015年モデル
1月にネオシリーズのビジネス向けモデル3機種を発表。5月にビジネス向けのワークスシリーズ2機種を発表。次いで、8月末にネオシリーズ2モデル・3機種、ベーシックシリーズ4モデル・5機種の計8機種を発表。12月にはベーシックシリーズの電話機付モデル4モデル・8機種が発表（発売は2016年1月）され、計21機種となった。
なお、シンプルシリーズはベーシックシリーズへ統合される形で廃止された。

#### ワークスシリーズ
MFC-J6573CDW
MFC-J6973CDW
J6570CDW/J6970CDWの後継モデル。カラープリント時のインクコストが低減され、ファーストプリントタイムを高速化。また、受信したファクスデータをクラウドサーバー経由で各種クラウドサービスへ転送・保存が可能な「ファクスクラウド転送」・「ファクスEメール転送」が搭載された。

#### ネオシリーズ
DCP-J4225N(-W/-B)
J4220Nの後継モデル。
MFC-J4725N
J4725Nの後継モデル。
MFC-J5620CDW
MFC-J5720CDW
J4910CDWの後継となるビジネス向けモデルで、J5720CDWは給紙トレイの容量を最大500枚に増やすとともに、連続給紙が可能な多目的トレイや「ファクスクラウド転送」が搭載された。新たに追加されたJ5620CDWは給紙トレイを1段（250枚）としたモデルで、両面同時スキャンが非搭載となる。
MFC-J5820DN
J5620CDWをベースに、コードレス子機と電話線接続ボックスを追加で同梱し、無線ファクスにも対応したビジネス向けファクス・電話付モデル。

#### ベーシックシリーズ
ベーシックシリーズは本モデルから凹凸を無くしたボックススタイルとなり、横幅・奥行き・高さともに短くなりコンパクト化。操作パネルの角度調整が可能となった。
DCP-J562N
DCP-J762N
DCP-J963N(-W/-B)
J557N/J757N/J957Nの後継モデル。J963Nは手差しトレイが新たに搭載された。
MFC-J880N
J877Nの後継モデルで、DCP-J963N-Bにファクス機能を搭載したモデル。本モデルにも手差しトレイが搭載された。
MFC-J730DN / DWN
MFC-J830DN / DWN
MFC-J900DN / DWN
MFC-J990DN / DWN
J727D/J827DN/J897DN/J987DNの後継モデル。J900DNとJ990DNは連続給紙が可能な多目的トレイが搭載され、大容量給紙が可能となった。また、J990DNはホワイトボディのみとなった。

### 2016年モデル
7月に大容量インクカートリッジ搭載モデルを発表。その翌月には、ベーシックシリーズ4モデル・5機種が発表され、計6機種が発表された。
DCP-J983N
ベーシックシリーズの2015年モデルに比べてブラックを約6倍、カラーを約2.5倍にした大容量インクカートリッジを搭載したモデル。大容量化しても本体横幅は+20mmに抑え、省スペース性を維持。また、購入後半年以内に「Brother Online ハイプリ」へ登録することで1年間のメーカー保証期間終了後も2年間で1回使える無償修理サービスを受けることが可能となる。

#### ベーシックシリーズ
ベーシックシリーズはスマートフォン向けアプリ「Brother 年賀状アプリ」の機能強化（QRコードを印刷し、読み取ることでフォトアルバムとして閲覧が可能な「想い出いっぱい年賀状」を追加）程度で、本体スペックの変更はない。
DCP-J567N
DCP-J767N
DCP-J968N(-W/-B)
J562N/J762N/J963Nの後継モデル。
MFC-J887N
J880Nの後継モデルで、DCP-J968N-Bにファクス機能を搭載したモデル。

### 2017年モデル
1月10日に電話機付ベーシックシリーズ4モデル・8機種を発表し、その9日後に2年ぶりとなるワークスシリーズ3機種を発表。9月にはベーシックシリーズ3モデル・4機種が発表され、計15機種となった。

#### ワークスシリーズ
MFC-J6580CDW
MFC-J6980CDW
MFC-J6995CDW
ブラザー製では初となる全色顔料ベースインク（ただし、マゼンタは一部染料を使用）を搭載。また、装置寿命が15万ページに向上され、ファーストプリントタイムをモノクロ・カラー共に高速化。ランニングコストもさらに低減された。連続給紙が可能な多目的トレイが搭載されたことで、最大給紙枚数がアップした。本体デザインも刷新され、J6573CDW後継のJ6580CDWはブラックボディに、J6973CDW後継のJ6995CDWはグレーをアクセントに配したホワイトボディとなった。新設定となるJ6980CDWはJ6995CDWをベースに、J6580CDWと同一（LC3117系/LC3119系）のインクを使用し、ブラックボディとしたものである。

#### ベーシックシリーズ
DCP-J572N
DCP-J973N(-W/-B)
J567N/J968Nの後継モデル。富士フイルム製の高品質写真紙「画彩 写真仕上げPro」に対応した専用モードが搭載（手差しトレイ時のみ対応）され、スマートフォンやタブレット端末の専用アプリから名刺の印刷が可能となり、J973Nはディスクレーベル印刷も可能となった。
MFC-J893N
J887Nの後継で、DCP-J973N-Bにファクス機能を搭載したモデル。富士フイルム製の高品質写真紙「画彩 写真仕上げPro」に対応した専用モードが搭載（手差しトレイ時のみ対応）され、スマートフォンやタブレット端末の専用アプリから名刺やディスクレーベル印刷が可能となった。
MFC-J737DN / DWN
MFC-J837DN / DWN
MFC-J907DN / DWN
MFC-J997DN / DWN
J730D/J830DN/J900DN/J990DNの後継モデル。外観やスペックの変更はないものの、従来はパソコンからのみだったファームウェアのアップデートがスマートフォンアプリの「Brother iPrint&Scan」上からでも可能となった。

### 2018年モデル
本モデルでは、2016年モデルのDCP-J983Nが進化し、インクカートリッジを超大容量化し、サブタンクを搭載したファーストタンクシリーズが新たに立ち上がり、ファーストタンクシリーズ5機種、標準モデルシリーズ4機種の計9機種が発表された。

#### ファーストタンクシリーズ
DCP-J988N
J983Nの後継モデルで、標準モデル（2018年モデル）に比べ、ブラックが約16本分、カラーが約10本分の超大容量カートリッジが搭載されたことで、交換頻度を減らすとともに、カートリッジからサブタンクに注入するシステムを採用したことで、カートリッジ内のインクをすべて使い切っても止めずに印刷を続けることが可能となり、カートリッジを透明にしたことで、残量を目視でも確認可能となった。ADFの構造が変更となり、むき出しとなった。
MFC-J1500N
DCP-J988Nにファクス機能を追加したモデル。
HL-J6000CDW
「プリビオ」で初となるA3対応ビジネス向け単機能プリンター。2段給紙トレイと多目的トレイを搭載して大容量給紙（最大600枚）が可能なほか、無線LANを搭載し、「Wi-Fi Direct」に対応する。
MFC-J6997CDW
MFC-J6999CDW
J6995CDWをベースに超大容量カートリッジとサブタンクを搭載したモデル。J6999CDWは3段トレイ仕様で、多目的トレイを含めて最大850枚の給紙が可能である。

#### 標準モデルシリーズ
標準モデルシリーズは共通で外出先から印刷指示が送れる2つのクラウド機能（セキュア印刷・メール添付印刷）が追加され、ファーストプリントスピードがカラー・モノクロ共に約5秒短縮された。
DCP-J577N
DCP-J978N(-W/-B)
J572N/J973Nの後継モデル。
MFC-J898N
J893Nの後継で、DCP-J978N-Bにファクス機能を搭載したモデル。

### 2019年モデル
1月にA3対応のワークスシリーズ3機種、ファクス・電話付モデル5機種（ファーストタンクシリーズ1機種を含む）の計8機種を発表。8月に標準モデルシリーズ3モデル・4機種を発表したため、計12機種となった。

#### ファーストタンクシリーズ
MFC-J1605DN
既存のJ1500Nにコードレス子機を同梱したファクス・電話付モデル。

#### ワークスシリーズ
MFC-J5630CDW
MFC-J6583CDW
MFC-J6983CDW
J6583CDW/J6983CDWは2017年モデルのJ6580CDW/J6980CDWの後継モデルで、既存のファーストタンクシリーズ同様に、本体色がグレーをアクセントに配したホワイトボディへ変更された。新モデルとなるJ5630CDWはA3両面プリントに対応しつつ、コピーとスキャンをA4対応とすることで横幅・奥行きを短くして省スペース化したモデルとなる。

#### 標準モデルシリーズ
DCP-J582N
DCP-J982N(-W/-B)
J577N/J978Nの後継モデル。「Brother iPrint & Scan」を利用してスマートフォンからでもメンテナンス情報や設定変更が可能となった。主要機能は2018年モデルに準じる。
MFC-J903N
J898Nの後継で、DCP-J982N-Bにファクス機能を搭載したモデル。「Brother iPrint & Scan」を利用してスマートフォンからでもメンテナンス情報や設定変更が可能となった。主要機能は2018年モデルに準じる。
MFC-J738DN / DWN
MFC-J998DN / DWN
2017年モデルのJ737DN/J997DNの後継モデルで、2018年モデルのベーシックシリーズ同様にファーストプリントスピードが約5秒短縮された。なお、これまでラインナップされていた無線ファクス対応モデルは設定されなくなった。

### 2020年モデル
標準モデルシリーズの1機種のみが発表された。
DCP-J987N
J982N-Wの後継モデル。プリンタードライバーのインストール不要で、スマートフォンやパソコンから送信したメール本文と添付ファイルを印刷し、従来の「メール添付印刷」で必要だったメール受信後の本体操作を不要化した「Eメールプリント」が搭載された。本体色はホワイトのみとなった。

### 2021年モデル
2年ぶりに家庭向けモデルのラインナップが刷新され、全12機種が発表された。

#### ファーストタンクシリーズ
DCP-J1200N
操作をスマートフォンアプリの「Brother Mobile Connect」で行うことで電源やコピー開始など必要最低限のボタンのみとし、液晶画面を無くしてシンプルデザインとしたファーストタンクシリーズのエントリーモデル。対応インクは標準モデルシリーズに比べてブラックで約6.7本分、カラーは約3本分の大容量となり、後述するJ4140Nとは異なり、ブラックが顔料インク、カラーは染料インクとなる。
DCP-J4140N
J988Nの後継モデル。カラーインクを染料から顔料に変えて全色顔料インクとなり、印刷スピードやファーストプリントタイムを高速化。本体機構の改良により、約10万ページの高耐久仕様となった。
MFC-J4440N
MFC-J4540N
J1500N後継で、DCP-J4140Nにファクスを搭載したモデル。J4540Nは最大400枚（1段目:150枚、2段目:250枚）の大容量給紙が可能な2段トレイモデル。
MFC-J4940DN
J1650DN後継で、J4440Nにコードレス子機を同梱したファクス・電話付モデル。

#### 標準モデルシリーズ
以下のシリーズは共通で、スマートフォンアプリの「Brother Mobile Connect」に対応したほか、J739DNを除く全モデルで印刷スピードが向上された。
DCP-J926N(-W/-B)
J987Nの後継モデル。
MFC-J904N
J903Nの後継で、DCP-J926N-Bにファクス機能を搭載したモデル。ADFはファーストタンクシリーズと同じくむき出しの構造となった。
MFC-J739DN / DWN
MFC-J939DN / DWN
J738DN/J998DN後継のファクス・電話付モデル。

### 2022年モデル
2019年モデルのJ582N以来、3年ぶりとなるシンプルモデルを設定し、さらに、ビジネス向けA3モデルもモデルチェンジされた。

#### ファーストタンクシリーズ
4機種全てにおいて次世代インクジェットプリンティング技術「MAXIDRIVE（マキシドライブ）」を搭載したことで、心臓部のプリントチップにおいて、吐出可能な液滴サイズが大きくなったことで高画質を保ちながら印刷速度が向上され、長期使用による駆動劣化を最小限に抑えたことで耐久性も向上された。また、プリントヘッドのエラーを自動検知して自動でメンテナンスを行う自動ノズルチェック機能が追加された。
HL-J7010CDW
J6000CDW後継のA3対応ビジネス向けプリンター。
MFC-J5800CDW
MFC-J7500CDW
MFC-J7600CDW
A3対応ビジネス向け複合機。J7500CDWはJ6997CDW後継の2段給紙トレイモデル、J7600CDWはJ6999CDW後継の3段給紙トレイモデルで、新たに、J5630CDWの後継モデルとして、A3プリント・A4コピー&スキャンが可能なコンパクトサイズの1段給紙トレイモデルJ5800CDWが追加された。

#### 標準モデルシリーズ
DCP-J526N
J582Nに比べて印刷スピードを向上（J582N L判フチなし:約34秒/A4普通紙:カラー約6ipm,モノクロ約12ipm→J526N L判フチなし:約28秒/A4普通紙:カラー約9.5ipm,モノクロ約17ipm）スマートフォンアプリ「Brother Mobile Connect」に対応した。
MFC-J7100CDW
MFC-J7300CDW
A3対応ビジネス向けモデル。J7100CDWはJ6583CDW後継の1段給紙トレイモデル、J7300CDWはJ6983CDW後継の2段給紙トレイモデル。ファーストタンクシリーズのJ5800CDW/J7500CDW/J7600CDW同様、次世代インクジェットプリンティング技術「MAXIDRIVE」が搭載され、印刷スピードと耐久性が向上された。

### 2023年モデル
2年ぶりに家庭向けモデルのラインナップを刷新。すべてのモデルにおいて、これまで対応していなかったWi-Fi 5GHz（IEEE802.11a/n）に対応した。

#### ファーストタンクシリーズ
DCP-J1203N
DCP-J4143N
J1203NはJ1200N後継の液晶画面レスのエントリーモデル。J4143NはJ4140N後継のタッチパネル・ADF付モデル。
MFC-J4443N
MFC-J4543N
J4143Nにファクス機能を搭載したモデルで、J4443NはJ4440N後継の1段トレイモデル。J4543NはJ4540N後継の2段トレイモデルとなる。

#### 標準モデルシリーズ
標準モデルにおいては、本モデルから「Brother Online ハイプリ」に対応。購入後半年以内に登録することで適用される延長保証サービス（無償修理サービス）はファーストタンクシリーズの場合と異なり、1年間で1回使用可能となる。
DCP-J528N
DCP-J928N(-W/-B)
J528Nは2022年モデルのJ526Nの後継モデル、J928Nは2021年モデルのJ926Nの後継モデルである。
MFC-J905N
J904N後継のファクス搭載モデル。